# Andy Reyes
Andy Josué Reyes Vado (San Miguel de Naranjo, Alajuela, Costa Rica, 6 de abril de 1999) es un futbolista costarricense que juega como delantero en el Guadalupe FC, de la Primera División de Costa Rica.

## Trayectoria

### Inicios
Andy es hijo de Julio Reyes y Rosa Vado, tiene dos hermanos, y es originario de San Miguel de Naranjo en la provincia alajuelense. Desde muy pequeño ayudaba a sus familiares a recolectar granos de café para poder colaborar en su casa y así mismo pagar el transporte para los entrenamientos. Su primer acercamiento con el fútbol se dio cuando cursaba segundo grado, en el que la profesora dijo que iban a armar un equipo del pueblo al cual participó. Inicialmente se desenvolvía como centrocampista, pero tras aprobar una visoría en Carmelita decidió cambiar a delantero, manteniéndose en el cuadro carmelo donde inclusive fue campeón goleador en la mayoría de las categorías menores.
En noviembre de 2015, Andy integró una prueba en el Oporto de Portugal donde dejó una buena impresión.

### A. D. Carmelita
Hizo su debut en Primera División el 27 de enero de 2016, por la tercera fecha del Campeonato de Verano de visita contra el Deportivo Saprissa. Reyes ingresó de cambio al minuto 69' por Alejandro Aguilar en la derrota por 4-0. Convirtió su primer gol el 31 de enero sobre el Cartaginés.

### C. F. Pachuca
El 5 de julio de 2017, Andy se convirtió en legionario al estampar su firma en el Pachuca de México. El futbolista fue incluido al plantel Sub-20, con la eventualidad de unirse a los entrenamientos con el cuadro absoluto.

### F. C. Juniors OÖ
El 21 de junio de 2018, firmó con el LASK Linz de Austria por las próximas dos temporadas. Posteriormente se anunció que jugaría en el equipo filial del Juniors OÖ en la Segunda División. Debutó el 3 de agosto marcando un gol sobre el Lafnitz para la victoria 1-2. Terminó su primera temporada con diecinueve apariciones y concretó tres tantos.

### S. C. Austria Lustenau
El 3 de febrero de 2020, se anunció la llegada de Reyes al Austria Lustenau de la segunda categoría en condición de préstamo hasta el final de la temporada. El 29 de mayo pierde la final de Copa por 5-0 ante el Red Bull Salzburgo.

### C. S. Cartaginés
El 3 de agosto de 2020, el Cartaginés oficializó la incorporación de Reyes al equipo en calidad de cedido por tres torneos cortos. Aunque tenía otras opciones de mantenerse en el continente europeo, su decisión de volver a Costa Rica se basó en poder terminar sus estudios así como de reencontrarse con su familia.
Debutó como blanquiazul el 9 de septiembre, en la visita al Estadio Ernesto Rohrmoser por el Torneo de Apertura 2020. Andy sustituyó a Cristopher Núñez al minuto 63' y dio la asistencia para el gol del triunfo por 2-3. El 23 de septiembre convirtió su primer gol de la campaña frente al Deportivo Saprissa para guiar la victoria a domicilio por 0-4. En esta competencia alcanzó once presencias, marcó un gol y dio tres asistencias.
Para el Torneo de Clausura 2021, el delantero participó en todos los veintidós compromisos del equipo, aportando tres goles y dos asistencias.
El 29 de diciembre de 2021, el presidente del Cartaginés, Leonardo Vargas, dio a conocer que Andy dejó de formar parte de la plantilla blanquiazul.

### Deportivo Saprissa
El 29 de diciembre de 2021, Reyes fue anunciado como nuevo fichaje del Deportivo Saprissa, club en el que firmó un contrato por dos años.
El 16 de enero de 2022, enfrentó su primer partido vistiendo la camiseta morada por el Torneo de Clausura, en el compromiso que cayó su equipo por 1-2 de local contra San Carlos. El jugador ingresó de cambio en el entretiempo por Ariel Rodríguez y portó la dorsal «7». Su presentación formal como refuerzo del club se produjo el 21 de enero en conferencia de prensa. Marcó su primer gol el 27 de abril en el clásico frente a Alajuelense mediante un remate de derecha dentro del área que se desvía en un defensor rival al minuto 40'. Su tanto significó el del triunfo definitivo por 2-0 y Reyes pudo acabar su sequía sin goles tras un año y nueve días de su última conquista, transcurriendo hasta ese momento 33 partidos con 1207 minutos de acción. El 4 de mayo, Reyes recibió un gran pase de Mariano Torres al minuto 58' y bajó de buena manera el balón para definir de derecha el gol que permitió el triunfo 1-2 frente a Guadalupe.

## Selección nacional

### Categorías inferiores
El 31 de octubre de 2014, Luis Fernando Fallas, entrenador de la Selección Sub-17 de Costa Rica, dio en conferencia de prensa la lista de 18 futbolistas que participarían en la Eliminatoria Centroamericana previa al Campeonato de Concacaf del año siguiente; en su nómina destacó la integración de Andy Reyes. En esta triangular enfrentó a las selecciones de Belice y El Salvador en el Estadio Edgardo Baltodano, en los primeros días de noviembre. En el juego contra los beliceños, Reyes marcó el gol del triunfo por 3-1. Con las dos victorias obtenidas, los costarricenses avanzaron al torneo del área.
La selección de Costa Rica fue sorteada en el grupo B del Campeonato de la Concacaf, junto con Santa Lucía, Canadá, Haití, Panamá y México, donde Reyes anotó un gol sobre los tres primeros rivales. En la segunda fase disputada el 15 de marzo, enfrentaron de nuevo a los canadienses, y el marcador con cifras de 3-0 favoreció a los costarricenses para la clasificación al mundial. Andy fue protagonista al concretar el segundo gol del juego al minuto 27' y finalizó la competencia con cinco anotaciones para ser el subgoleador del torneo, por detrás del panameño Ronaldo Córdoba quien alcanzó seis.
El director técnico de la selección Marcelo Herrera, dio la lista de convocados para el Campeonato Mundial de 2015 desarrollado en Chile en la que incluyó a Reyes. El primer encuentro se realizó el 19 de octubre en el Estadio Municipal de Concepción frente a Sudáfrica; Andy puso una asistencia y un gol para el triunfo por 1-2. Tres días después fue suplente en el segundo cotejo contra Rusia (1-1) y el 25 de octubre completó la totalidad de los minutos del último partido del grupo ante Corea del Norte en el Estadio Regional de Chinquihue; el marcador fue con derrota de 1-2. El 29 de octubre se efectuó el juego de los octavos de final de la competencia, donde su selección enfrentó a Francia mientras que la serie se llevó a los penales, de los cuales Andy convirtió el último para la clasificación a la siguiente ronda. El 2 de noviembre fue el encuentro de cuartos de final contra Bélgica en el que Costa Rica cayó por la mínima 1-0. Reyes participó los últimos seis minutos.
El 10 de febrero de 2017, el director técnico Marcelo Herrera incorporó en su lista a Reyes para el representativo costarricense Sub-20, con el motivo de disputar el Campeonato de la Concacaf de la categoría. El primer partido fue el 19 de febrero en el Estadio Ricardo Saprissa, donde su combinado enfrentó a El Salvador. En esta oportunidad, Andy entró de cambio por Jostin Daly al minuto 71', mientras que el resultado concluyó con la derrota inesperada de 0-1. La primera victoria de su país fue obtenida tres días después en el Estadio Nacional, con marcador de 1-0 sobre Trinidad y Tobago. El 25 de febrero, en el mismo escenario deportivo, la escuadra costarricense selló la clasificación a la siguiente ronda como segundo lugar tras vencer con cifras de 2-1 a Bermudas. El 1 de marzo, su conjunto perdió 2-1 contra Honduras —partido en el que anotó su primer gol del torneo—, y dos días después empató a un tanto frente a Panamá, siendo suplente en este último. Con este rendimiento, la selección de Costa Rica quedó en el segundo puesto con solo un punto, el cual fue suficiente para el avance a la Copa Mundial que tomaría lugar en Corea del Sur. Estadísticamente, el delantero acumuló 289 minutos de acción en un total de cuatro juegos disputados.
Después de haber disputado el torneo clasificatorio para la Copa Mundial Sub-20, Reyes terminó descartado en la nómina final de Herrera que enfrentó la justa.
El 29 de noviembre de 2017, Reyes entró en la lista oficial de dieciocho jugadores del entrenador Marcelo Herrera, para enfrentar el torneo de fútbol masculino de los Juegos Centroamericanos, cuya sede fue en Managua, Nicaragua, con el representativo de Costa Rica Sub-21. Debutó como titular —con la dorsal «9»— en el primer juego del 5 de diciembre contra Panamá en el Estadio Nacional. Reyes hizo el único gol al minuto 66' para decretar la diferencia y el triunfo por 1-0. Para el compromiso de cuatro días después ante El Salvador, repitió su rol como titular mientras que el resultado se consumió empatado sin goles. Los costarricenses avanzaron a la etapa eliminatoria de la triangular siendo líderes con cuatro puntos. El 11 de diciembre apareció en el once inicial y jugó 75 minutos en la victoria de su país 1-0 —anotación de Esteban Espinoza— sobre el anfitrión Nicaragua, esto por las semifinales del torneo. La única derrota de su grupo se dio el 13 de diciembre, por la final frente a Honduras (1-0), quedándose con la medalla de plata de la competencia.
El 22 de octubre de 2018, el delantero fue seleccionado por Breansse Camacho para jugar el Campeonato Sub-20 de la Concacaf. El 1 de noviembre completó la totalidad de los minutos y aportó tres asistencias en la victoria de goleada por 5-0 sobre Bermudas. Su selección completó el grupo E con los triunfos ante Barbados (2-0), Haití (1-0) —con Reyes como el anotador— y Santa Lucía (0-6). Con el empate 1-1 contra Honduras y la derrota 4-0 frente a Estados Unidos, el conjunto costarricense quedó eliminado de optar por un cupo al Mundial de Polonia 2019.

#### Participaciones en juveniles
| Competición                           | Sede           | Resultado        | Partidos | Goles |
| ------------------------------------- | -------------- | ---------------- | -------- | ----- |
| Campeonato Sub-17 de la Concacaf 2015 | Honduras       | Clasificado      | 6        | 5     |
| Copa Mundial Sub-17 de 2015           | Chile          | Cuartos de final | 4        | 1     |
| Campeonato Sub-20 de la Concacaf 2017 | Costa Rica     | Clasificado      | 4        | 1     |
| Juegos Centroamericanos 2017          | Nicaragua      | Subcampeón       | 4        | 1     |
| Campeonato Sub-20 de la Concacaf 2018 | Estados Unidos | Eliminado        | 4        | 1     |

## Estadísticas

### Clubes
Actualizado al último partido jugado el 22 de junio de 2022.
| A. D. Carmelita Costa Rica |               |               |     |    |   |   |   |    |     |    |
| 1.ª | 2015-16       | 15            | 1   | —  | — | — | — | 15 | 1   |    |
| 1.ª | 2016-17       | 24            | 6   | —  | — | — | — | 24 | 6   |    |
| Total club | Total club    | 39            | 7   | —  | — | — | — | 39 | 7   |    |
| C. F. Pachuca México |               |               |     |    |   |   |   |    |     |    |
| 1.ª | 2017-18       | 0             | 0   | 0  | 0 | — | — | 0  | 0   |    |
| Total club | Total club    | 0             | 0   | 0  | 0 | — | — | 0  | 0   |    |
| F. C. Juniors OÖ Austria |               |               |     |    |   |   |   |    |     |    |
| 2.ª | 2018-19       | 19            | 3   | —  | — | — | — | 19 | 3   |    |
| 2.ª | 2019-20       | 10            | 4   | 2  | 3 | — | — | 12 | 7   |    |
| Total club | Total club    | 29            | 7   | 2  | 3 | — | — | 31 | 10  |    |
| S. C. Austria Lustenau Austria |               |               |     |    |   |   |   |    |     |    |
| 2.ª | 2019-20       | 8             | 0   | 1  | 0 | — | — | 9  | 0   |    |
| Total club | Total club    | 8             | 0   | 1  | 0 | — | — | 9  | 0   |    |
| C. S. Cartaginés Costa Rica |               |               |     |    |   |   |   |    |     |    |
| 1.ª | 2020-21       | 33            | 4   | —  | — | — | — | 33 | 4   |    |
| 1.ª | 2021-22       | 21            | 0   | —  | — | — | — | 21 | 0   |    |
| Total club | Total club    | 54            | 4   | —  | — | — | — | 54 | 4   |    |
| Deportivo Saprissa Costa Rica |               |               |     |    |   |   |   |    |     |    |
| 1.ª | 2021-22       | 15            | 2   | —  | — | 0 | 0 | 15 | 2   |    |
| Total club | Total club    | 15            | 2   | —  | — | 0 | 0 | 15 | 2   |    |
| Total carrera | Total carrera | Total carrera | 145 | 20 | 3 | 3 | 0 | 0  | 148 | 23 |
| (1) Incluye datos de la Copa México (2017-18) / Copa de Austria (2019-20). (2) Incluye datos de la Liga de Campeones de la Concacaf (2022). (3) No incluye goles en partidos amistosos. |               |               |     |    |   |   |   |    |     |    |

## Palmarés

### Títulos nacionales
| Título                         | Club               | País       | Año  |
| ------------------------------ | ------------------ | ---------- | ---- |
| Primera División de Costa Rica | Deportivo Saprissa | Costa Rica | 2022 |